# Chlorochroa opuntiae
Chlorochroa opuntiae är en insektsart som beskrevs av Esselbaugh 1948. Chlorochroa opuntiae ingår i släktet Chlorochroa och familjen bärfisar. Inga underarter finns listade i Catalogue of Life.